# 湘南白百合学園小学校
湘南白百合学園小学校（しょうなんしらゆりがくえんしょうがっこう）は、神奈川県藤沢市片瀬海岸に所在する私立小学校。旧名に「乃木」とあるのは、著名なカトリック者且つ当学園後援者でもある山本信次郎の、その生家と関係がある乃木希典にちなんだもの。

## 沿革
（沿革節の主要な出典は公式サイト）
- 1936年（昭和11年） - 片瀬乃木幼稚園設置認可
- 1937年（昭和12年） - 片瀬乃木小学校設置認可
- 1948年（昭和23年） - 湘南白百合学園小学校に改称
- 1985年（昭和60年） - 校舎新改築
- 1986年（昭和61年） - 体育館新改築
- 1987年（昭和62年） - 校庭整備完了

## 著名な卒業生
- 上皇后美智子（皇族、疎開のため一時期在校）
- 遠山慶子（ピアニスト、一時期在校）
- 原由美子（スタイリスト）
- 大島由香里（フリーアナウンサー、元フジテレビ）
- 宮崎緑（ジャーナリスト）
- 西川史子（医師、タレント）
- 西村麗子（元劇団四季女優）
- 松島三那子（元宝塚歌劇団花組男役スター）
- 香月弘美（元宝塚歌劇団月組娘役スター）
- 林田理沙（NHKアナウンサー）
- 林美桜（テレビ朝日アナウンサー）
- 井口綾子（グラビアアイドル）

## 交通
- 湘南モノレール江の島線湘南江の島駅より徒歩10分
- 小田急江ノ島線片瀬江ノ島駅より徒歩5分
- 江ノ島電鉄線江ノ島駅より徒歩10分

## 系列校
- 湘南白百合学園中学・高等学校
- 湘南白百合学園幼稚園

## 姉妹校
- 学校法人白百合学園
  - 盛岡白百合学園
  - 仙台白百合学園、仙台白百合女子大学
  - 白百合学園
  - 白百合女子大学（嘗ては白百合短期大学だった）
- 学校法人函嶺白百合学園
  - 函嶺白百合学園小学校